# Masayoshi Watanabe
Pour les articles homonymes, voir Watanabe.
Masayoshi Watanabe (en japonais 渡邉　正義), né le 20 décembre 1954, est un chimiste japonais et un professeur de l'université nationale de Yokohama.

## Biographie
Watanabe fait ses études à l'université Waseda et obtient son doctorat en 1983. Il devient lecteur de l'université nationale de Yokohama en 1992, avant d'être promu professeur associé en 1994 et professeur en 1998. Il a également été professeur invité à l'université de Tokyo (1999-2002).

## Apport scientifique
- Liquides ioniques, électrolytes polymères et conception de matériaux pour batteries au lithium, piles à combustible, cellules solaires et actionneurs.
- Assemblage supramoléculaire de polymères et nanomatériaux dans les liquides ioniques.
- Matériaux nanostructurés incluant les hydrogels sensibles aux stimuli et électrodes 3D.
- Électrochimie des protéines pour les biocapteurs et bio-interfaces.